# ДФК8
Футбольний клуб «ДФК8», повна назва Дипломатес Футбол Клуб дю 8 Арондісман (фр. Diplomates Football Club du 8ème Arrondissement) — центральноафриканський професійний футбольний клуб, який базується в місті Бангі. Клуб заснований у 1987 році, грає домашні матчі на стадіоні «Бартелемі Боганда» місткістю 35 тисяч глядачів. «ДФК8» грає в Лізі Центральної Африканської Республіки, найвищому футбольному дивізіоні країни, та 4 рази ставав чемпіоном країни, клуб також у 2010 році став володарем Кубку Центральноафриканської Республіки з футболу.

## Титули і досягнення
- Чемпіон Центральноафриканської Республіки (4): 2009, 2011, 2016, 2021
- Володар Кубку Центральноафриканської Республіки з футболу (1): 2010